# Néoplasie endocrinienne multiple type 1
«  Syndrome de Wermer » redirige ici. Ne pas confondre avec Syndrome de Werner.
 Mise en garde médicale
La néoplasie endocrinienne multiple type 1 ou NEM1 ou syndrome de Wermer est une maladie génétique impliquant plus de 20 tumeurs endocrines et non-endocrines.
Les tumeurs endocrines comprennent, par ordre de fréquence :
- tumeur des parathyroïdes (hyperplasie), la plus fréquente des tumeurs endocrines rencontrées dans ce syndrome ;
- atteinte pancréatique : gastrinome parfois responsable d'un syndrome de Zollinger-Ellison, insulinome, et plus rares, les vipomes, somatostatinomes et glucagonomes ;
- adénome à prolactine, à GH, à ACTH ou à TSH de l'hypophyse ;
- tumeur des surrénales (corticosurrénales) ;
- tumeur carcinoïde et tumeur anaplasique (bronches, estomac, intestin grêle) ;
- beaucoup plus rarement des tumeurs ovariennes ou testiculaires.

Les tumeurs non endocrines comprennent:
- les angiomes ;
- les lipomes ;
- les méningiomes ;
- les épendymomes ;
- les myomes ;
- les goîtres dystrophiques et adénomes thyroïdiens.

## Étiologie
La néoplasie endocrinienne multiple de type 1 se définit comme une prédisposition héréditaire à développer des tumeurs neuroendocrines.
La maladie est due à une mutation inactivatrice du gène MEN1 qui été identifié en 1997 et localisé en 1998 sur le bras long du chromosome 11 ; il code une protéine dénommée ménine, un suppresseur de tumeur. 
Cette découverte permet donc le diagnostic génétique.

## Incidence & prévalence
La NEM-1 se présente comme une maladie rare avec une prévalence entre 1/20 000 et 1/40 000.

## Diagnostic
Le diagnostic peut se faire grâce à une prise de sang qui recherche la mutation. Il est également possible lorsque l'un des parents est porteur de la mutation de pratiquer un diagnostic prénatal pour rechercher la mutation avant la naissance. 

## Traitement & prise en charge
Pour le moment, aucun traitement curatif n'a été trouvé. Le seul moyen de combattre cette affection est de traiter chirurgicalement ou à l'aide de médicaments. 
Le traitement des tumeurs de la parathyroïde est l'exploration ouverte bilatérale avec parathyroïdectomie subtotale (7/8) ou totale. L'auto-implantation peut être considérée une option en cas de parathyroïdectomie totale. Le délai optimal avant l'opération n'a pas été établi avec certitude, cependant il est préférable que l'opération soit réalisée par un chirurgien expert.

## Conseil génétique

### Mode de transmission
La NEM1 a une transmission autosomique dominante, ce qui implique qu'un parent porteur a 50% de chance de transmettre la mutation à sa descendance. 
Il existe également des cas sporadiques (survenant de novo sans antécédent familial de mutation).
La pénétrance étant élevée, un individu porteur de la mutation a de fortes chances de développer une forme clinique de la maladie.

## Sources
- (en) Online Mendelian Inheritance in Man, OMIM (TM). Johns Hopkins University, Baltimore, MD. MIM Number:131100
- (en) GeneTests: Medical Genetics Information Resource (database online). Copyright, University of Washington, Seattle. 1993-2005